# Церква Архангела Михаїла (Туринське)
 Пам'ятка культури Підкарпатського воєводства: реєстраційний номер А-78 від 31 січня 1985 року.
 Церква Архангела Михаїла — давній храм Перемишльсько-Новосончівської єпархії Православної церкви Польщі у селі Туринське Сяноцького повіту Підкарпатського воєводства Польщі.
Належить до взірців лемківського зодчества. Внесена до списку об'єктів на «Шляху дерев'яної архітектури в Підкарпатському воєводстві». 2013 року храм оголосили об'єктом Всесвітньої спадщини ЮНЕСКО разом з іншими дерев'яними церквами в Польщі та Україні.

## Історичний огляд
Церква в Туринському спочатку була греко-католицька, згадується ще в першій половині XVI століття. Сучасна будівля зведена греко-католиками в перші роки XIX століття (між 1801 і 1803 роками). Розширена 1836 року, добудовано ґанок. У 1896–1913 роках храм зазнав подальші ремонти, зокрема його накрили металевим дахом.
1947 року під час операції «Вісла» лемків переселили на західні території Польщі, а храм забрали в греко-католиків і передали римо-католицькій парафії. 1961 року церкву закрили. 1963 року споруду передали православній громаді.
Згідно із Законом від 17 грудня 2009 року про регулювання правового статусу церковного майна храм передали у власність Православно церкви Польщі.

## Архітектура

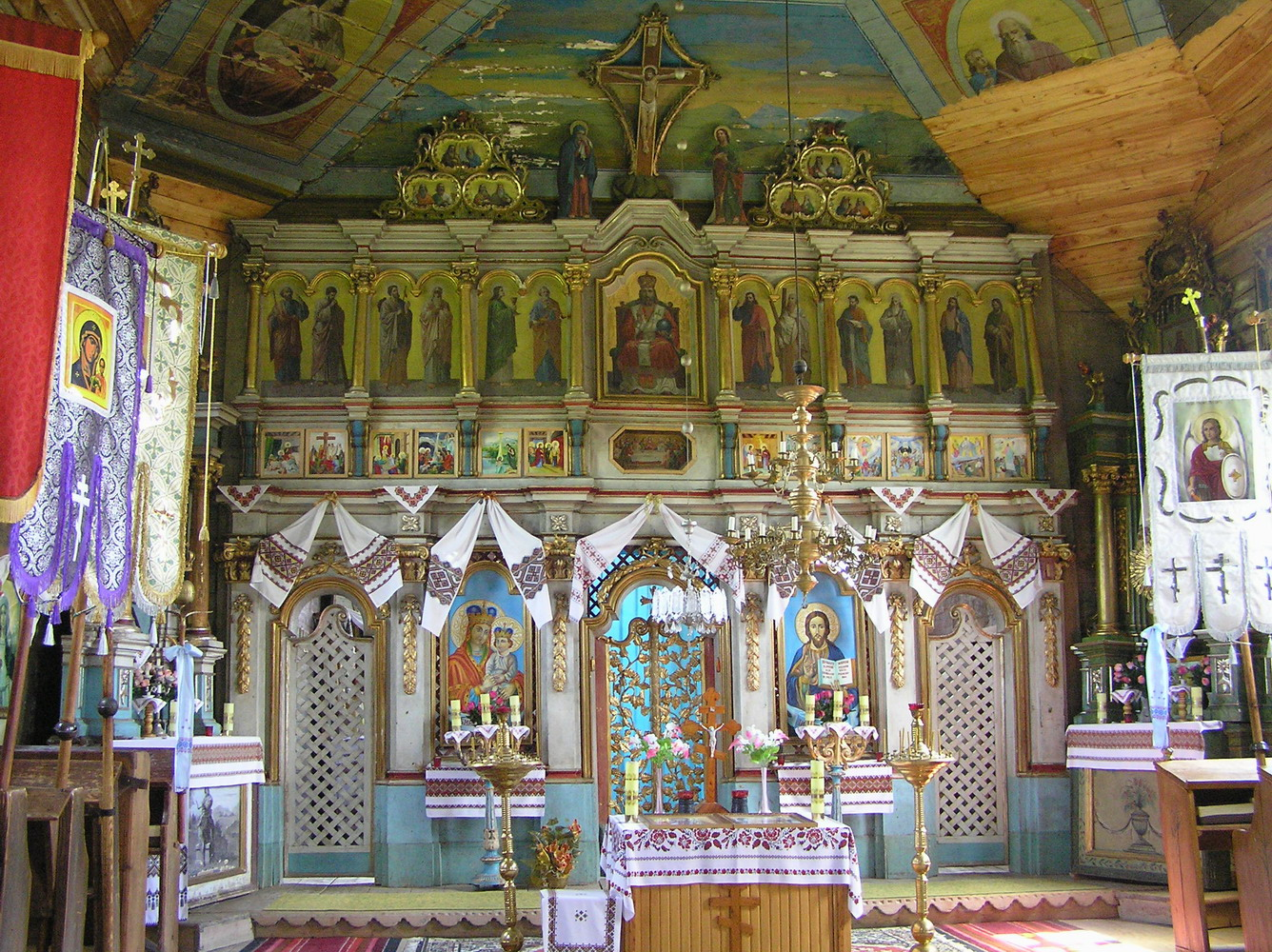
Іконостас 1895 року

Дерев'яна церква зведена у лемківському стилі, зрубної конструкції. Архітектурна структура храму розділена на три квадрати (тридільна): вівтар, нава і бабинець. З обох боків вівтаря побудовано захристії. Іконостас і вівтарі розміщені на невеличкому підвищенні з оздобленою сходинкою.
Усі зовнішні елементи церкви покрити ґонтом. Окремо височіє вежа. Кожна баня увінчана маківками з декоративними хрестами, а два бічних вівтаря — сиґнатурками. Маківки над головними частинами майже однакової висоти. Ґанок має плоский дах.
Перед церквою стоїть дзвіниця, яка збудована у 1817 чи 1827 році.

## Інтер'єр
У церкві збереглися іконостас 1895 року і розписи кінця XIX — початку XX століть, трирядний, архітектонічний. Ікони малював у 1895 році Йосиф Буковчик. У ряді намісних ікон іконостаса залишилися тільки дві з них: Матір Божа з Дитятком і Христос-Учитель. Решта намісних ікон зміщено, у барокових бічних вівтарях: у лівому — св. Миколая, у правому — патрона церкви св. Архангела Михаїла. У бабинці знаходиться малюнок, що представляє Христа у лемківській хаті.

## Галерея

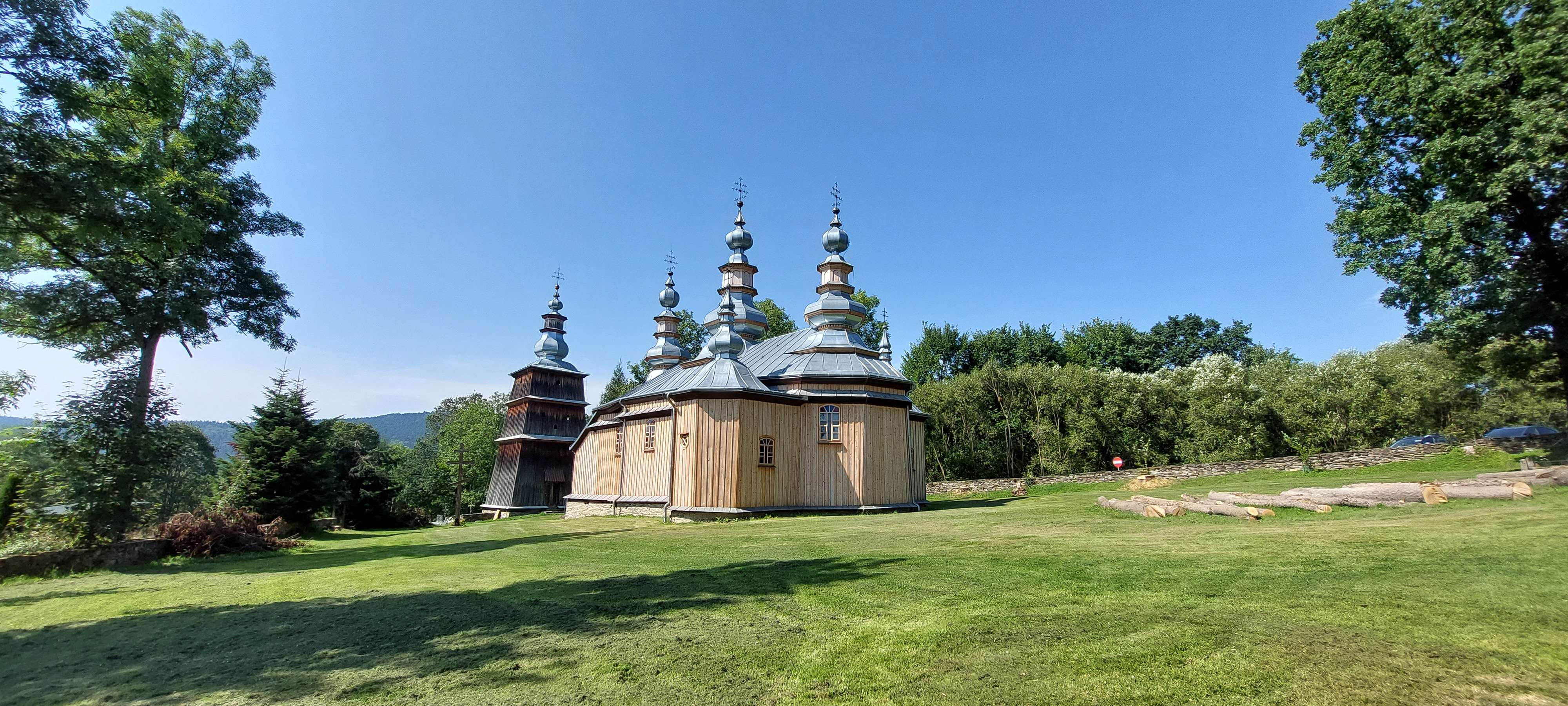
Церква після реставрації
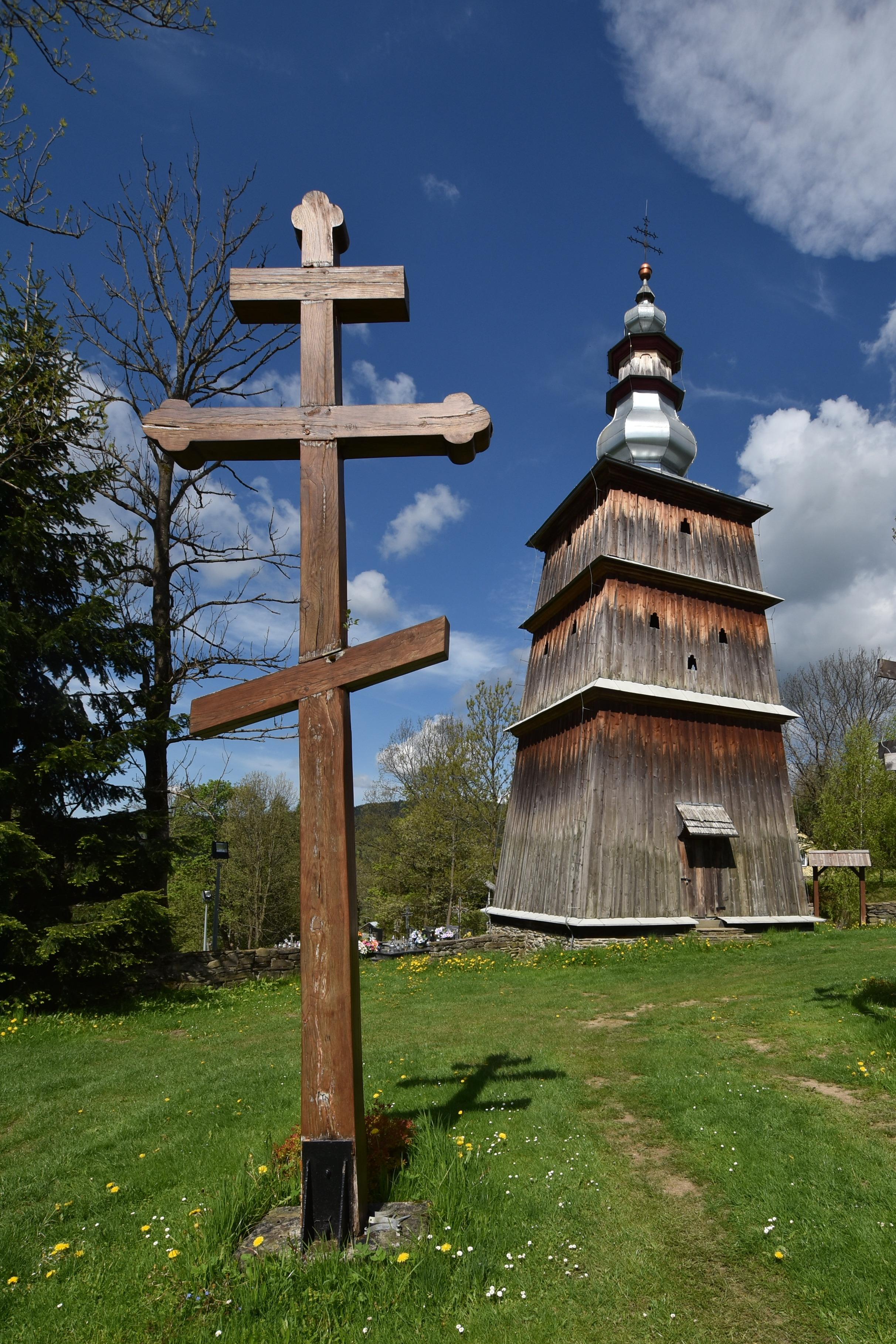
Хрест і дзвіниця
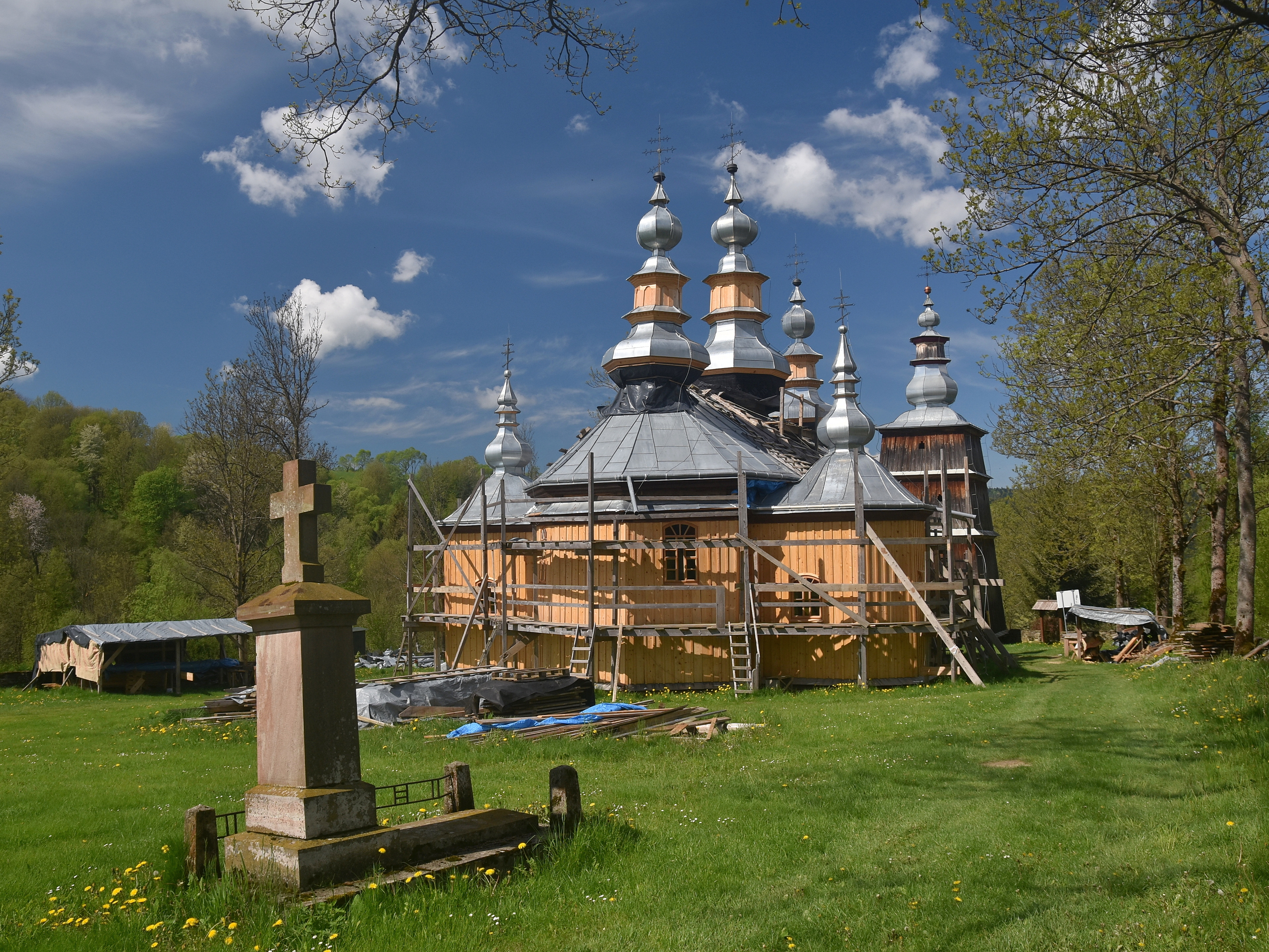
Церква під час ремонту, 2021 рік
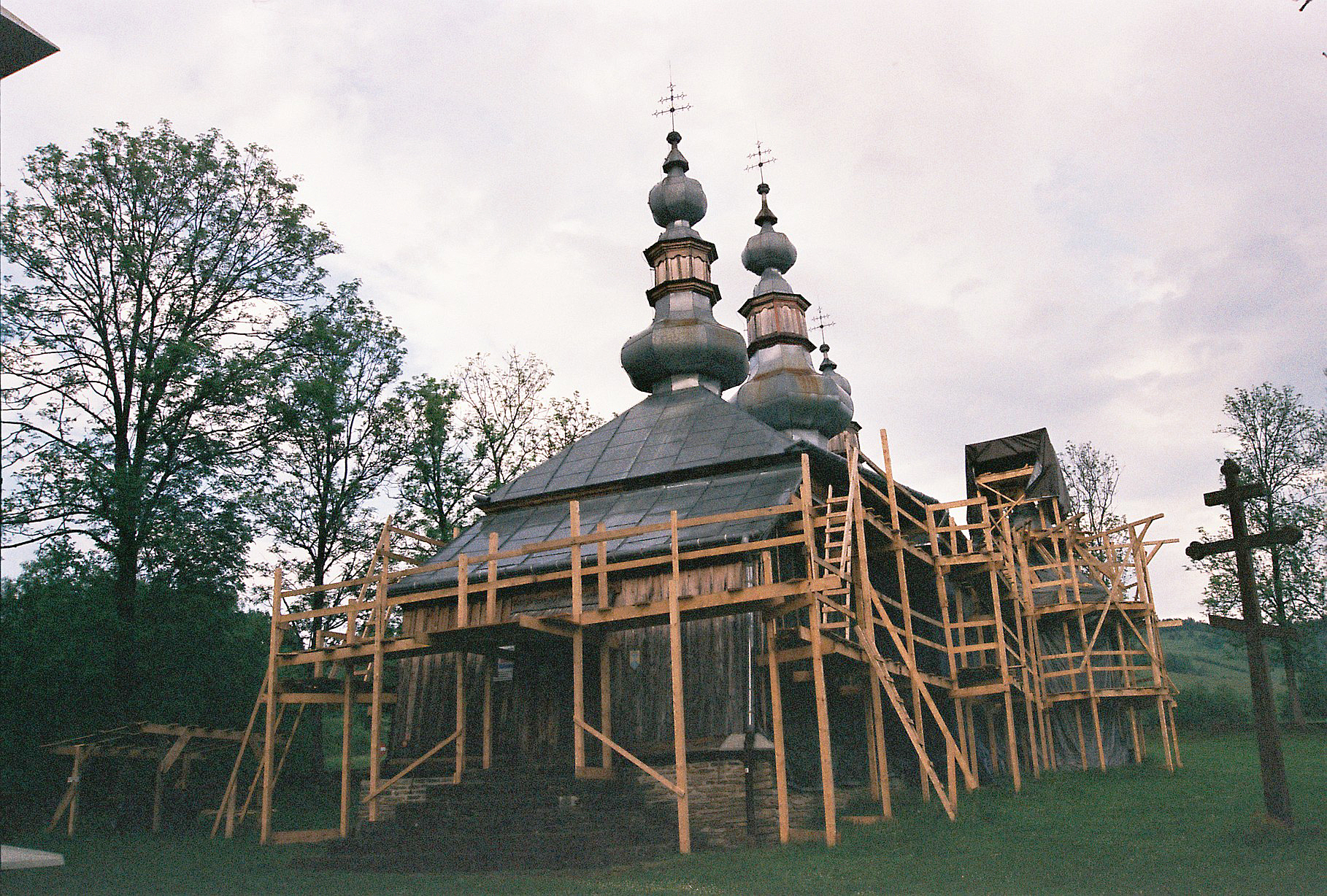
Церква під час ремонту, 2019 рік